# Jean Mathieu Philibert Sérurier
Jean Mathieu Philibert Sérurier (Laon, 1742. december 8. – Párizs, 1819. december 21.) francia marsall a napóleoni háborúk idején, a hatodik koalíciós háború keretében.

## Élete és pályafutása
Középosztálybeli családban született, hadnagy lett a helyi milíciában tizenhárom évesen. 1759-ben belépett a francia királyi hadseregbe az Aumont gyalogezredbe és a hétéves háború hadjárataiban harcolt Hannovernél, Warburgnál meg is sebesült (1760). Később Portugáliában (1762), majd Pascal Paoli tábornok ellen Korzika szigetén (1771) vett részt a harcokban. 

### A forradalmi háborúk idején
A francia forradalom kezdetekor gyorsan emelkedett csillaga a ranglétrán először őrnagy aztán ezredes, dandártábornok végül hadtestparancsnok lett.
Az első koalíciós háborúban François Christophe Kellermann és Barthélemy Louis Joseph Schérer hadseregében az Alpokban harcolt 1795-ben (többek között a Loano körüli harcokban), és a Bonaparte Napóleon seregében az olasz félszigeten a vicoi-, mondovì-, castiglionei csatában és részt vett Mantova ostromában is.
Azt is kimutatta, nagy közigazgatási tehetség Velence (1801) és Lucca (1798) kormányzójaként.

### A napóleoni háborúk idején
Mivel ő segített Bonaparte Napóleonnak a brumaire 18-i államcsínyben (1799. november), ezért karrierje látványosan ívelt felfelé  az Első Francia Császárság idején: szenátor, gróf, tábornagy, és a Les Invalides kormányzója is lett Párizsban. Amikor 1814 márciusában a hatodik koalíció seregei indítottak támadást, akkor megsemmisítette az 1417 zsákmányolt ellenséges zászlót, és személyesen égette el Nagy Frigyes kardját és vállszalagját, hogy ne kerüljön a szövetségesek kezére.

## Fordítás
- Ez a szócikk részben vagy egészben  a   Jean-Mathieu-Philibert Sérurier című angol Wikipédia-szócikk fordításán alapul.  Az eredeti cikk szerkesztőit annak laptörténete sorolja fel. Ez a jelzés csupán a megfogalmazás eredetét és a szerzői jogokat jelzi, nem szolgál a cikkben szereplő információk forrásmegjelöléseként.